# Kijonosuke Marutani
Kijonosuke Marutani (japonsko 丸谷 清之介), japonski nogometaš.
Za japonsko reprezentanco je odigral eno uradno tekmo.